# Cuba (Nouveau-Mexique)
Pour les articles homonymes, voir Cuba (homonymie).
Cuba est un village de l'État américain du Nouveau-Mexique, situé dans le Comté de Sandoval. Selon le recensement de 2010, sa population est de 731 habitants.